# The Wizards
The Wizards var en norsk popgrupp som verkade 1961–1967. Gruppen var från början från Norge men kom att verka i Sverige från och med 1963. 
Bandet kom till Stockholm där man fick skivkontrakt och kom att släppa ett antal singlar. Även om bandet fick en viss popularitet så kom gruppen aldrig att få något riktigt genombrott. 
Gruppen upplöstes 1967 och samma år släppte de sin sista och kanske mest ihågkomna singel "The Girl Is Dleeping" och med B-sidan "See You Tonight" som på senare tid har hamnat på ett antal samlingsalbum bl.a. på Who Will Buy These Wonderful Evils. Det har diskuterats om låtskrivaren till låten "I Need Your Love", som The Wizards spelade in 1966, är Jeff Lynne (då medlem i brittiska bandet The Move). Låtskrivaren uppges på skivan till "Jeff Lynn", men ingen vet säkert vem låtskrivaren är.

## Medlemmar
- Terje Rønstad – gitarr
- Per-Reidar Rognmo – gitarr
- Jan-Harry Hope – basgitarr
- Ivar Olsen – trummor

## Diskografi
Singlar
- 1964: "That She Does" / "Well All Right"
- 1964: "Minikini" / "Cheat, Cheat"
- 1965: "Slippin' and a Slidin' " / "Love Doesn't Grow on Trees
- 1966: "Very Last Day" / "I Need Your Love"
- 1966: "Sha-la-la-la-lee" / "I'll Never Go Again"
- 1967: "The Girl Is Sleeping" / "See You Tonight"

Samlingsalbum
- 2016: The Singles 1964 - 1967